# Digesteur mésophile
Pour les articles homonymes, voir Digestion (homonymie).
Un digesteur mésophile ou biodigesteur mésophile est une sorte de digesteur ou biodigesteur qui fonctionne à des températures comprises entre 20°C et environ 40°C, typiquement 37°C. C'est le type de biodigesteur le plus utilisé au monde et plus de 90% des biodigesteurs mondiaux sont de ce type. Les digesteurs thermophiles d'autre-part représentent moins de 10% des digesteurs dans le monde. Les digesteurs mésophiles sont utilisés pour produire du biogaz, des biofertilisants et pour l'assainissement, principalement dans les pays tropicaux comme l'Inde et le Brésil.
La digestion mésophile permet de stimuler la croissance de micro-organismes se multipliant de façon optimale à ces niveaux de température, des  micro-organismes mésophiles notamment.